# میماق (شهرستان قره‌بوره)
میماق (به قرقیزی: Маймак، مايماق) یک منطقهٔ مسکونی در قرقیزستان است که در شهرستان قره‌بوره واقع شده‌است. میماق ۸۲۷ نفر جمعیت دارد.